# اعتراضات ۱۴۰۱ خوزستان
مردم شهرهای استان خوزستان از پنج‌شنبه شب ۱۵ اردیبهشت ۱۴۰۱ اعتراضاتی را به‌دلیل گرانی و افزایش قیمت محصولاتی مانند نان، روغن، تخم‌مرغ و ماکارونی برگزار کردند که با خشونت و تیراندازی پلیس و نیروهای ضد شورش روبرو شد. همزمان با فراخوان برگزاری تجمعات، اینترنت استان خوزستان با مشکل مواجه شد و در بعضی نقاط قطع یا بسیار کند شد. در تاریخ ۲۲ اردیبهشت و همزمان با اعلام رسمی قیمت کالاهای اساسی دامنهٔ اعتراضات گسترش پیدا کرده و به شهر کرد، لرستان، کرمانشاه و جونقان نیز رسید. این اعتراضات در مواردی با سرکوب خشونت‌بار مأموران امنیتی مواجه شده‌است. در سه شهر ایذه، اندیمشک و شهرکرد نیروهای امنیتی به سوی مردم شلیک کردند. شب جمعه ۲۳ اردیبهشت در اندیمشک مردم معترض به خیابان‌ها آمدند و نیروی انتظامی و ویژه با شلیک و پرتاب گاز اشک‌آور به آنها حمله کرد. دامنه این اعتراضات به استان‌ها سیستان و بلوچستان، چهارمحال بختیاری، کهگیلویه و بویراحمد و شهرهای پردنجان، فارسان، رشت، اردبیل، خرم‌آباد، ماسور، بروجرد، دورود، جونقان و دهدشت کشیده شده که نیروی انتظامی و ویژه با شلیک و پرتاب گاز اشک‌آور متوسل شده‌است. 

## پیشینه
دولت رئیسی یارانه آرد را از اوایل اردیبهشت به جز نانوایی‌های سنتی قطع کرد و همین امر باعث شد قیمت محصولات آردی و نان‌های صنعتی چند برابر شود که این موضوع دلیل خشم مردم و فراخوان دادن برای برگزاری تجمعات اعتراضی شد.

## اعتراضات
از پنج‌شنبه شب ۱۵ اردیبهشت سال ۱۴۰۱ همزمان با فراخوان برگزاری تجمعات اعتراضی در چندین شهر خوزستان از جمله ایذه و سوسنگرد و شوش اعتراضاتی شکل گرفت که با برخورد پلیس ضد شورش روبرو شد. در سوسنگرد با برخوردهای خشونت‌آمیز و تیراندازی و پرتاب گاز اشک‌آور با مردم برخورد شد.
شهر ایذه شاهد گسترده‌ترین تظاهرات بود و مردم در اعتراضات خیابانی اقدام به آتش زدن لاستیک در مناطقی مانند زرعان، آخر آسفالت، کوی علوی و کوی مشعلی (ابوذر) کردند.
تجمعات اعتراضی دیگری هم در شهرهای سوسنگرد، شادگان و بهبهان بوده‌است که در آنها شعارهایی علیه ابراهیم رئیسی داده‌اند.
در شوش، مردم با بستن جاده ترانزیتی شوش _ اهواز و شعار علیه گرانی اعتراض کردند.
چهارشنبه شب ۲۱ اردیبهشت مردم دزفول ابتدا با تجمع در محدوده چهارراه سی‌متری در مرکز این شهر آغاز شد و سپس با تظاهرات به خیابان‌های اطراف گسترش یافت و شعار «مرگ بر رئیسی» و «مرگ بر گرانی» و شعارهایی علیه علی خامنه‌ای سر دادند. همچنین در شوش، ماهشهر، ایذه و اهواز اعتراضات مردم ادامه داشت.
در روز پنجشنبه ۲۲ اردیبهشت برای دومین بار مردم شوش جاده ترانزیتی شوش_اهواز را بستند. دامنه اعتراضات گسترش یافته و به شهرهای شهرکرد، دورود، جونقان، اندیمشک و خرم‌آباد رسید. در اولین دقایق تظاهرات در شهرکرد در پنجشنبه شب نیروهای امنیتی از تیر هوایی و گاز اشک‌آور و باتون برای متفرق کردن مردم معترض استفاده کرده و چندین بار به سوی محل تجمع مردم شلیک کرده‌اند. در جونقان پنج‌شنبه شب مردم معترض با شعارهایی چون «مرگ بر خامنه‌ای» و «رئیسی حیا کن، مملکت را رها کن» به خیابان‌ها آمده بودند و در ساعات پایانی شب جمعی از معترضان با شکستن تابلو پایگاه بسیج امام حسن مجتبی در شهر جونقان، این پایگاه را به آتش کشیدند. پنجشنبه شب در ایذه، دزفول، دورود، اندیمشک، کرمانشاه و شهر فشافویه در استان تهران مردم به خیابان‌ها ریخته و شعارهایی علیه رئیسی و خامنه‌ای، «رئیسی دروغگو! حاصل وعده‌هات کو؟» دادند و نیروهای امنیتی برای سرکوب و متفرق کردن معترضان اقدام به شلیک و پرتاب گاز اشک‌آور و ضرب و شتم با باتون کردند.
جمعه شب ۲۳ اردیبهشت اعتراضات در شهرهای مختلف ادامه داشت که با حمله و هجوم نیروهای انتظامی و ویژه و شلیک و پرتاب گاز اشک‌آور آنها روبرو شدند. در اندیمشک صدای شلیک مستمر شنیده می‌شد.
شنبه شب ۲۴ اردیبهشت در ادامه گسترش اعتراضات مردمی درشهرهای خوزستان، گزارش‌ها حاکی از کشته شدن پیش‌علی غالبی حاجیوند شهروند دزفولی وقتی که در خانه سرش از پنجره بیرون برد با شلیک مأموران امنیتی جمهوری اسلامی کشته شد.
سه شنبه شب ۳ خردادماه ۱۴۰۱، گروهی از شهروندان در مجاورت بنای مخروبه متروپل آبادان، تجمع اعتراضی برپا کردند. معترضان با سر دادن شعارهایی علیه مسئولان ذی‌ربط و عبدالباقی، مالک بنای مذکور، نسبت به وقوع این رویداد و همچنین کمبود تجهیزات امداد و نجات معترض بودند.
پنج‌شنبه ۵ خرداد مردم خرمشهر در همدردی با مردم آبادان به خیابان‌ها آمده و با شعارهای ضد حکومتی حمایت و همبستگی خود را با مردم و داغدیدگان آبادان نشان دادند.
جمعه ۶ خرداد، شماری از شهروندان در برخی از شهرها از جمله بوشهر، ماهشهر، شاهین‌شهر، اهواز، امیدیه و آبادان با سردادن شعارهای ضد حکومتی حمایت خود را از مردم آبادان نشان دادند.
این تجمعات در برخی موارد با حضور گسترده نیروی انتظامی و یگان ویژه به خشونت کشیده شد، منجمله نیروهای امنیتی در اهواز با حمله به معترضان، آنان را ضرب و جرح کردند. در سایر شهرها نیز مأمورین با معترضین برخورد نموده، همچنین در آبادان بسوی مردم معترض گاز اشک‌آور شلیک کردند.
چند روز پس از فرو ریختن ساختمان متروپل، بر اساس گزارش‌های محلی همچنان تعدادی از مردم آبادان زیر آوار مانده‌اند.
احسان عباسپور، فرماندار آبادان، دربارهٔ تیراندازی‌ها در جریان اعتراضات شامگاه جمعه در آبادان گفت: «به سمت معترضان تیراندازی نشده‌است.» این در حالی است که خبرگزاری فارس، وابسته به سپاه تیراندازی و شلیک گاز اشک‌آور توسط مأموران را تأیید کرد.
در شامگاه یکشنبه ۸ خرداد در ادامه تظاهرات ضد حکومتی در آبادان، گروهی از عشایر عرب خوزستان در حالیکه پرچم‌های خود را در دست داشتند وارد این شهر شده و در مورد ادامه تیراندازی نیروهای انتظامی به سوی مردم هشدار دادند.
شمار کشته‌های پیداشده از آوار متروپل به ۳۴ نفر رسید. همچنین استاندار خوزستان نیز روز یکشنبه تعداد مفقودان را ۳۸ نفر اعلام نمود که به این ترتیب از سرنوشت ۳۵ نفر دیگر اطلاعی در دست نیست.
شامگاه یک‌شنبه ۸ خرداد در تظاهرات اعتراضی مردم آبادان که برای چندمین شب پیاپی ادامه یافت، معترضان شعارهای از جمله «نترسید، نترسید ما همه با هم هستیم» و «بسیجی برو گم شو» سردادند.
مردم مسجد سلیمان و اندیمشک در حمایت از اعتراضات آبادان و ابراز همدردی با خانواده قربانیان حادثه متروپل در تجمع اعتراضی شبانه علیه مقامات جمهوری اسلامی شعار سر دادند. رسانه‌ها گزارش کردند که معترضان سخنان عبدالحسین غبیشاوی امام جمعه و نماینده خامنه‌ای را با فریاد بی‌شرف بی‌شرف قطع کرده‌اند
مقامات درصدد برگزاری مراسم حکومتی برای کشته‌شدگان حادثه متروپل در آبادان برآمدند که با سردادن شعار توسط مردم معترض این مراسم به ادامه اعتراضات مردم تبدیل شد. در جریان این مراسم شهروندان حاضر با سر دادن شعارهایی از جمله «می‌کشم می‌کشم آنکه برادرم کشت» و «بی‌شرف، بی‌شرف» مانع از سخنرانی آخوند حاضر در مراسم شدند.
این تظاهرات با شلیک مداوم گاز اشک‌آور در میان جمعیت سوگواری همراه بود که زنان و کودکان زیادی هم در میان آنان حضور داشتند.

## بازداشت‌ها
بعد از سرکوب تجمعات اعتراضی، بازداشت‌های معترضان افزایش یافته‌است. هفت شهروند به نام‌های جاسم بحرانی، هاشم بحرانی، محمد طرفی، عادل حمادی، مصطفی چلداوی، عباس چلداوی و عماد سواری بازداشت شدند.
روز شنبه ۱۷ اردیبهشت، سعید دحیمی اهل حمیدیه اهواز به همراه عطیه مغینمی کارمند شهرداری و حسین مغینمی راضی از اهالی شهرستان سوسنگرد بازداشت شده‌اند.
بازداشت خانه به خانه فعالان و گسیل نیروهای پلیس به برخی شهرها وجود داشته و شب جمعه در سوسنگرد «منع رفت و آمد» برقرار شده و به خانه برخی فعالان هجوم برده‌اند.
مردمی که در شب‌های قبل شناسایی شده بودند توسط نیروهای امنیتی ربوده می‌شوند و به بازداشتگاه‌ها برده می‌شوند. بسیاری از افراد ربوده شده نوجوانان را تشکیل می‌دهند.

## اخلال در اینترنت
همزمان با فراخوان برگزاری تجمعات اعتراضی، اینترنت استان خوزستان با مشکل روبرو شد و در بعضی شهرها قطع و بعضی شهرهای دیگر بسیار کند شده‌است.
براساس گزارش نت‌بلاکس، اینترنت اپراتور رایتل به‌طور کامل قطع شده و مشترکان بقیه اپراتورها نیز با کندی سرعت اینترنت روبرو هستند. این گزارش همچنین می‌گوید شرایط اینترنت دیگر اپراتورهای تلفن همراه و خطوط ثابت در ایران نیز در این ساعات بدتر شده‌است.
دوشنبه ۹ خرداد قطعی اینترنت و اختلال در شبکه تلفن همراه نیز در شهرهای آبادان، اهواز، خرمشهر و شوش دانیال ادامه داشت.

## شعارها
- «بسیجی برو گمشو»
- «نترسید نترسید ما همه با هم هستیم»
- «دروغه دروغه عبدالباقی نمرده»
- «فرمانده، فرمانده، شهر زیر آوار مانده»
- «عزا عزاست امروز، روز عزاست امروز، آبادان بی صاحب، صاحب عزاست امروز»
- «تهران عروسیه، آبادان خونریزیه»
- «دشمن ما همینجاست، دروغ میگن آمریکاست»
- «برادر شهیدم، حقتو پس می‌گیرم»
- «سوریه رو رها کن، فکری به حال ما کن»
- «اینه صدای اهواز، آبادان سرافراز»
- «مسئول بی‌لیاقت نمی‌خوایم، نمی‌خوایم»
- «ما همه اهل جنگیم، بجنگ تا بجنگیم»
- «توپ تانک فشفشه آخوند باید گم بشه»
- «این همه سال جنایت، مرگ بر این ولایت»
- «نه غزه، نه لبنان، جانم فدای ایران»
- «می‌کشم می‌کشم آنکه برادرم کشت»[۴۱][۴۲][۴۳][۴۴]